# Skënder
El Skënder fue una unidad monetaria que circuló en Korçë, comenzó a emitirse en el año 1921. Se subdividía en 100 qint. 

## Historia
La moneda fue introducida después del período de ocupación francesa, durante 1921, y sustituyó al franco de Korçë. Finalmente en el año 1926, esta unidad monetaria fue sustituida por el Lek.

## Monedas y Billetes
No se han acuñado monedas para esta divisa. Se publicó sólo en forma de papel moneda, con billetes en denominaciones de veinticinco y cincuenta qint, uno y veinte skender. 